# Jönköpings katolska kyrka
Jönköpings katolska kyrka är en romersk-katolsk kyrkobyggnad belägen i Jönköping. Den invigdes den 30 november 1974 och tillhör Sankt Franciskus katolska församling i Stockholms katolska stift.